# Jonjo Shelvey
Jonjo Shelvey (ur. 27 lutego 1992 w Londynie) – angielski piłkarz występujący na pozycji pomocnika w tureckim klubie Çaykur Rizespor. W latach 2012–2015 reprezentant Anglii.

## Kariera klubowa

### Charlton Athletic

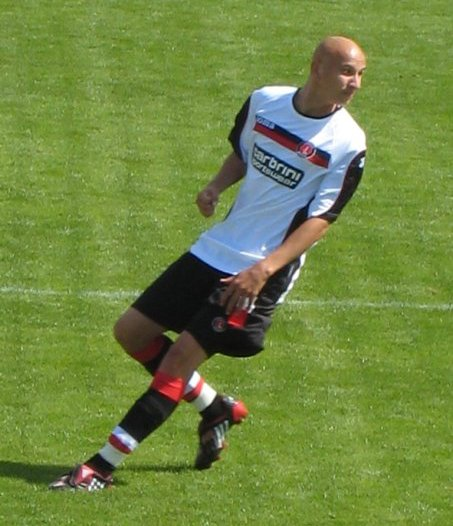
Shelvey w barwach Charltonu

Shelvey grał w młodzieżowych drużynach Arsenalu i West Hamu, któremu kibicował w dzieciństwie. W 2007 roku przeszedł do akademii Charltonu. Przełomowym sezonem w karierze Shelveya były rozgrywki 2007/08, gdy Anglik w zespole U-18 zdobył 14 goli w 23 spotkaniach, w tym 9 goli w FA Youth Cup. W zespole rezerw zadebiutował w spotkaniu przeciwko Coventry City. W kwietniu 2008 roku w wieku 16 lat i 59 dni zadebiutował w pierwszej drużynie. Dzięki temu stał się najmłodszym graczem Charltonu w historii, wyprzedzając poprzedniego właściciela tego tytułu Paula Konchesky'ego. Spotkanie to Charlton przegrał 0-3, jednakże Shelvey zaliczył bardzo obiecujący debiut. 3 stycznia 2009, na 55. dni przed swoimi 17. urodzinami Shelvey zdobył gola w spotkaniu Pucharu Anglii przeciwko Norwich City. Dzięki temu został najmłodszym strzelcem gola w historii Charltonu i wyprzedził poprzedniego rekordzistę, Petera Reevesa, który w maju 1966 roku zdobył swojego pierwszego gola w wieku 17 lat i 100 dni, również przeciwko Norwich. Pomimo zainteresowania ze strony wielu klubów, 27 lutego 2009 roku, w dniu swoich 17. urodzin Shelvey podpisał swój pierwszy profesjonalny kontrakt z Charltonem. 9 września przedłużył poprzednią umowę o rok, do 2012 roku. 4 kwietnia 2009 roku zdobył swojego pierwszego ligowego gola. Stało się to w wygranym 3-2 meczu z Southampton.

### Liverpool
W kwietniu 2010 roku Shelvey został za kwotę 1,8 miliona funtów sprzedany do Liverpoolu. W sezonie 2010/2011 wystąpił w 15 meczach Liverpoolu, w większości wchodząc z ławki rezerwowych.

### Wypożyczenie do Blackpool
30 września 2011 roku Shelvey przeniósł się do Blackpool na zasadzie trzymiesięcznego wypożyczenia. W swoim debiucie w barwach Mandarynek 1 października przeciw Bristol City strzelił również swoją pierwszą bramkę. W sumie w dziesięciu meczach ligowych zdobył sześć bramek.

### Powrót do Liverpoolu

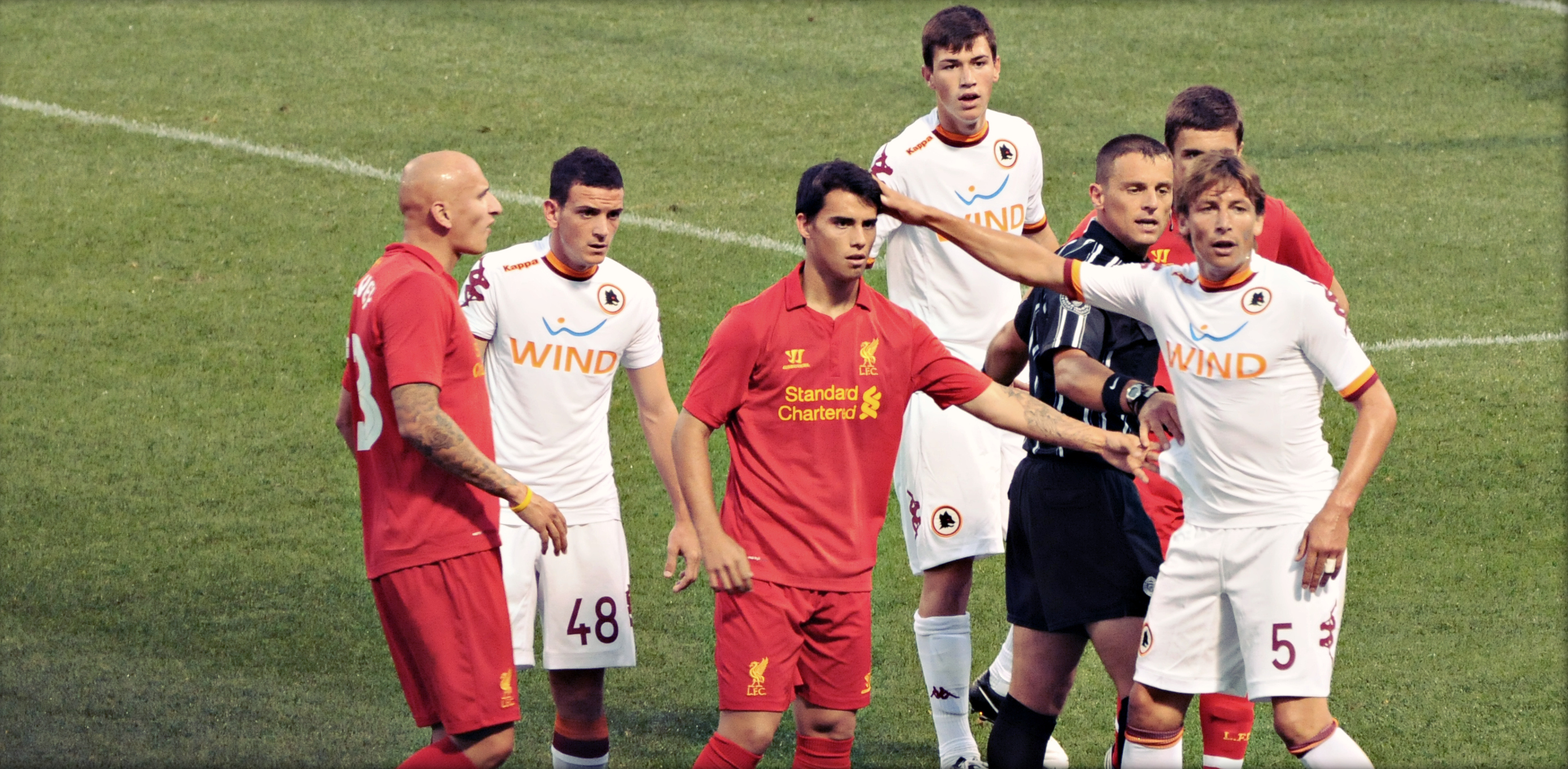
Jonjo podczas przedsezonowego sparingu z Romą

30 listopada 2011 po problemach kadrowych w Liverpoolu, jego klub zdecydował się na zakończenie jego wypożyczenia. W następny weekend pierwszy raz wyszedł od pierwszych minut w lidze. 6 stycznia 2012 trafił swojego pierwszego gola dla klubu w meczu FA Cup z Oldham Athletic na Anfield. 8 maja 2012 trafił swojego pierwszego gola w Premier League w wygranym 4-1 spotkaniu z Chelsea. W sezonie 2011/2012 Shelvey zdobył z drużyną klubową Puchar Ligi Angielskiej.
10 lipca 2012 roku podpisał nowy, długoterminowy kontrakt z Liverpoolem. 20 września 2012 wszedł z ławki w meczu Ligi Europy z BSC Young Boys i trafił dwie bramki. Trzy dni później otrzymał czerwoną kartkę w derbach z Manchesterem United. Shelvey trafił również bramkę z Udinese Calcio w Lidze Europy. 22 listopada 2012 roku trafił bramkę z Young Boys na Anfield w Lidze Europy.

### Swansea City
3 lipca 2013 roku Shelvey podpisał czteroletni kontrakt z walijskim Swansea City.

## Kariera reprezentacyjna

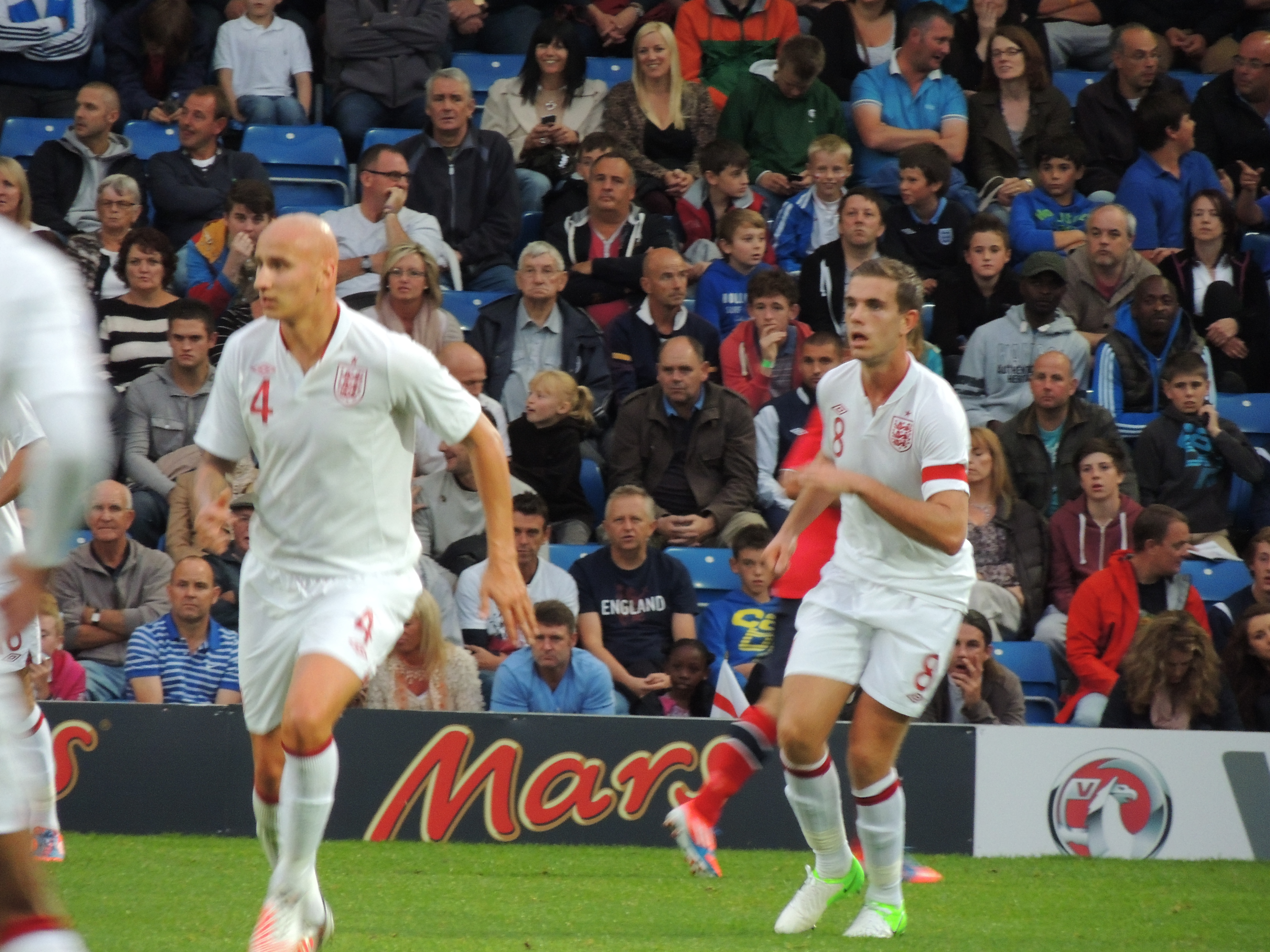
Shelvey i Jordan Henderson podczas spotkania reprezentacji do lat 21

Shelvey był kapitanem reprezentacji Anglii do lat 16, która w 2007 roku zdobyła trofeum Victory Shield. Anglik rozegrał na tym turnieju trzy spotkania i zdobył trzy gole. W 2008 roku wraz z zespołem narodowym brał także udział we francuskim turnieju Montaigu Tournament, który Anglicy wygrali po raz pierwszy od siedmiu lat. Shelvey wystąpił we wszystkich czterech spotkaniach i zdobył gola z rzutu karnego w finałowym spotkaniu przeciwko reprezentacji Francji. W październiku 2008 roku zadebiutował w reprezentacji Anglii do lat 17. Wtedy to jego zespół pokonał Estonię 7-0, a on sam zdobył bramkę.
We wrześniu 2010 roku, w debiucie w reprezentacji U-19, trafił bramkę z rzutu wolnego i był kapitanem. Jego zespół pokonał Słowację 2-0. W kolejnych dwóch meczach w U-19 również trafił bramki. We wrześniu 2011 roku zadebiutował w drużynie U-21, w wygranym 6-0 meczu z reprezentacją Azerbejdżanu.
Shelvey mógł również grać w reprezentacji Szkocji i Irlandii.
13 października 2012 roku zadebiutował w reprezentacji Anglii w meczu z reprezentacją San Marino.

## Statystyki kariery
Aktualne na dzień 14 maja 2019 r.
| 2007/08            | Charlton           | Championship       | 2   | 0  | 0  | 0 | 0  | 0 | —  | — | 2   | 0  |
| 2008/09            | Charlton           | Championship       | 16  | 3  | 3  | 1 | 1  | 0 | —  | — | 20  | 4  |
| 2009/10            | Charlton           | League One         | 24  | 4  | 1  | 0 | 0  | 0 | —  | — | 27  | 4  |
| 2010/11            | Liverpool          | Premier League     | 15  | 0  | 1  | 0 | 1  | 0 | 4  | 0 | 21  | 0  |
| 2011/12            | Blackpool (wyp.)   | Championship       | 10  | 6  | —  | — | —  | — | —  | — | 10  | 6  |
| 2011/12            | Liverpool          | Premier League     | 13  | 1  | 2  | 1 | 1  | 0 | 0  | 0 | 16  | 2  |
| 2012/13            | Liverpool          | Premier League     | 19  | 1  | 2  | 0 | 1  | 0 | 10 | 4 | 32  | 5  |
| 2013/14            | Swansea City       | Premier League     | 32  | 6  | 1  | 0 | 1  | 0 | 8  | 0 | 42  | 6  |
| 2014/15            | Swansea City       | Premier League     | 30  | 1  | 1  | 0 | 3  | 0 | 0  | 0 | 33  | 1  |
| 2015/16            | Swansea City       | Premier League     | 15  | 1  | 0  | 0 | 2  | 0 | 0  | 0 | 17  | 1  |
| 2015/16            | Newcastle United   | Premier League     | 15  | 0  | 0  | 0 | 0  | 0 | 0  | 0 | 15  | 0  |
| 2016/17            | Newcastle United   | Championship       | 42  | 5  | 1  | 0 | 4  | 0 | 0  | 0 | 47  | 5  |
| 2017/18            | Newcastle United   | Premier League     | 30  | 1  | 2  | 1 | 0  | 0 | 0  | 0 | 32  | 2  |
| 2018/19            | Newcastle United   | Premier League     | 16  | 1  | 1  | 0 | 0  | 0 | 0  | 0 | 17  | 1  |
| Łącznie w karierze | Łącznie w karierze | Łącznie w karierze | 278 | 30 | 15 | 3 | 14 | 0 | 22 | 4 | 331 | 37 |

## Życie prywatne
W czerwcu 2015 poślubił Daisy Evans, z którą ma urodzoną w marcu 2014 córkę Lolę Fleur.